# Hypolimnas anthedon
Hypolimnas anthedon is een vlinder uit de familie van de Nymphalidae. De wetenschappelijke naam voor deze soort is voor het eerst voorgesteld als Diadema anthedon door Edward Doubleday in een publicatie uit 1845.

## Verspreiding
De soort komt voor in tropisch Afrika waaronder Senegal, Gambia, Guinea-Bissau, Guinee, Sierra Leone, Liberia, Ivoorkust, Ghana, Togo, Benin, Nigeria, Kameroen, Equatoriaal Guinea, Sao Tome en Principe, Gabon, Congo Brazzaville, Centraal Afrikaanse Republiek, Angola, Congo Kinshasa, Soedan, Ethiopië, Oeganda, Rwanda, Burundi, Kenia, Tanzania, Malawi, Zambia, Mozambique, Zimbabwe, Zuid-Afrika, Eswatini, Madagaskar, de Comoren, Mauritius.

## Ondersoorten
- Hypolimnas anthedon anthedon (Doubleday, 1845) (westelijk en centraal Afrika)
  - = Papilio dubius Palisot de Beauvois, 1805
  - = Diadema damoclina Trimen, 1869
  - = Hypolimnas daemona Staudinger, 1896
  - = Hypolimnas dubius poensis Rothschild, 1918
- Hypolimnas anthedon wahlbergi (Wallengren, 1857) (oostelijk en zuidelijk Afrika)
  - = Diadema mima Trimen, 1869
  - = Hypolimnas angustilimbata Weymer, 1892
- Hypolimnas anthedon drucei (Butler, 1874) (Comoren, Madagaskar en Mauritius)
  - = Panopea bewsheri Butler, 1879
  - = Pseudacraea bewsheri (Butler, 1879)

## Waardplanten
De rups leeft op:
- Asteraceae
  - Berkheya spekeana Oliv.
- Urticaceae
  - Laportea peduncularis (Wedd.) Chew
  - Scepocarpus hypselodendron (Hochst. ex A.Rich.) T.Wells & A.K.Monro
  - Scepocarpus trinervis (Hochst.) T.Wells & A.K.Monro
  - Urtica spec.